# Jason Voorhees
Jason Voorhees là một nhân vật hư cấu, nhân vật phản diện chính trong loạt phim Friday the 13th (Thứ Sáu Ngày Mười Ba) vốn là loạt phim kinh dị nổi tiếng suốt thập niên 1980 cho đến nay. Hắn là một nhân vật kinh dị, kẻ sát nhân hàng loạt nổi tiếng qua cái cách giết người ghê rợn theo nhiều kiểu khác nhau bằng nhiều hung khí khác nhau, nhưng vũ khí chính của hắn, một vật hắn luôn mang theo bên người là dao rựa và hắn luôn mang một cái mặt nạ đặc trưng trong khi gây án. Jason sống ở khu cắm trại hồ Crystal ở hạt Wessex bang New Jersey nước Mỹ, hắn giết bất cứ ai đến cắm trại nơi đây. Có lúc hắn còn lên tận thành phố để đuổi theo những nạn nhân như bộ phim Friday the 13th Part VIII: Jason Takes Manhattan. Theo thống kê trên các bộ phim, tính từ năm 1981 đến năm 2009, kẻ thủ ác Jason Voorhees đã giết hại tổng cộng 156 nạn nhân.

## Tiểu sử

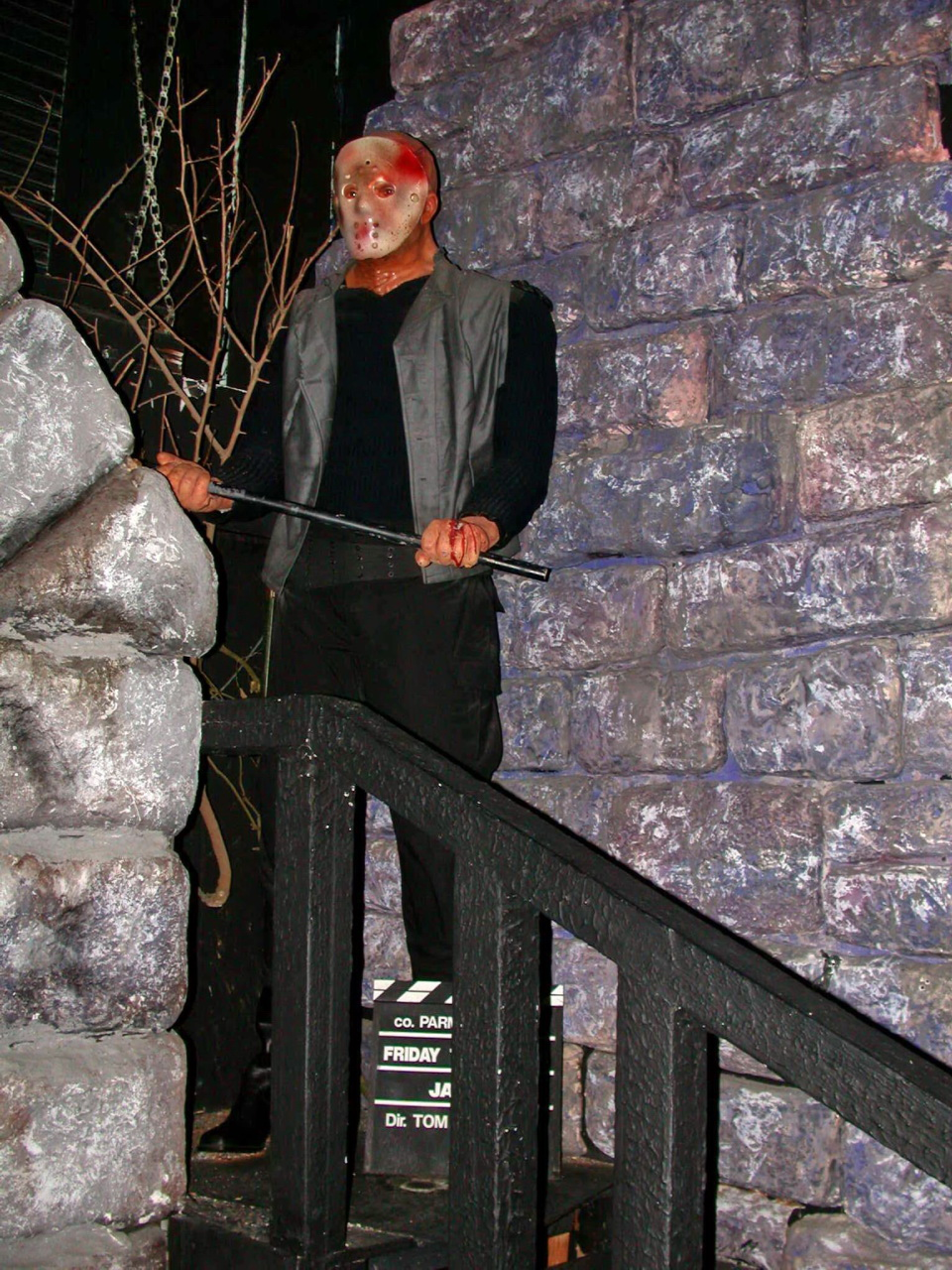
Tượng sáp Jason Voorhees trong viện bảo tàng điện ảnh Hoa Kỳ.

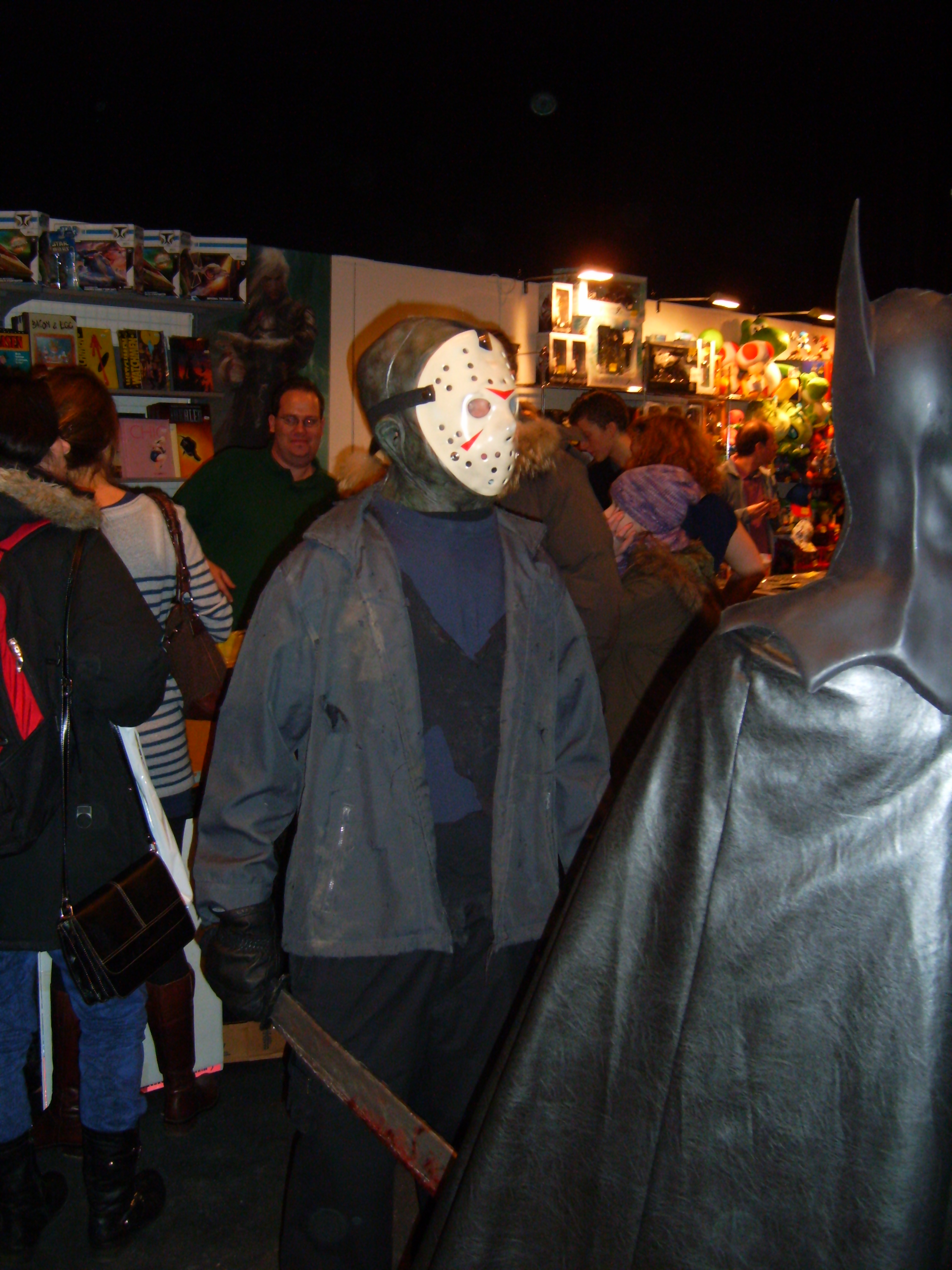
Tượng ma-nơ-canh Jason Voorhees trong một khu thương mại tại thành phố Chicago, Illinois.

Jason Voorhees sinh ngày 13 tháng 6 năm 1946, mẹ cậu tên Pamela Voorhees làm đầu bếp trong khu cắm trại hồ Crystal và bố cậu là một người đàn ông tên Elias Voorhees. Hai vợ chồng đặt tên cho cậu bé là Jason, nhưng không lâu sau ông Elias đột ngột qua đời, bà Pamela phải sống một mình nuôi con, bà yêu Jason hơn tất cả mọi thứ trên đời. Khi Jason 11 tuổi, cậu bé bị mắc phải một căn bệnh rất lạ, căn bệnh đó khiến đầu Jason to hơn những đứa trẻ bình thường. Hôm nọ Jason bị một đám trẻ con chọc ghẹo, xô xuống hồ Crystal. Do không biết bơi mà còn gặp phải chỗ nước sâu, Jason chết đuối ngay dưới hồ. Bà Pamela vớt được xác con mình lên, bà đọc một lời nguyền cứu cho Jason sống lại, cũng chính lời nguyền đó đã giúp Jason trở nên bất tử sau này.
Một điều đặc biệt là da thịt hồng hào hằng ngày của Jason đã trở thành màu xám y như những xác chết trong nhà xác, cũng đúng bởi vì Jason đã chết một lần. Từ hôm đó trở đi, bà Pamela giận dữ và lên kế hoạch giết bất cứ ai dám bén mảng đến khu Crystal này vì chính bọn du khách đã hại con bà chết. Thế là bà Pamela giết rất nhiều người đến cắm trại, nhưng lần đó không may bà bị một nạn nhân nữ tên là Alice Hardy chặt đầu bằng dao rựa. Sau khi bà Pamela chết thì cô gái kia chạy thoát khỏi khu hồ Crystal, Jason đi ra thấy xác mẹ mình chết liền cầm dao rựa lên và thề là sẽ trả thù cho mẹ.
Hơn 20 năm sau, Jason Voorhees trở thành người đàn ông cao lớn, khỏe mạnh, trên mặt vẫn đeo mãi chiếc mặt nạ hockey sắt, miệng vẫn không nói một lời nào, trên tay vẫn lăm lăm dao rựa đón chờ những người nào muốn đến cắm trại nơi đây. Jason Voorhees có nhiều ưu điểm như là chạy nhanh, bắn cung giỏi, phóng lao, phóng rìu... Chính những yếu tố này đã khiến không nạn nhân nào thoát khỏi tay hắn, chỉ trừ trường hợp họ... may mắn. Thực ra Jason giết người để trả thù cho mẹ hắn chỉ là một phần, còn phần khác là hắn chỉ muốn sống yên tĩnh với khu hồ Crystal của hắn, nơi mà hắn sinh sống suốt hơn 20 năm qua.
Jason vốn có sức mạnh hơn người, điều này được xem như là lợi thế lớn của hắn. Trong phần 6 (Jason Lives), sau khi được hồi sinh lại do sét đánh vào ngôi mộ thì sức mạnh của Jason càng phi thường hơn nữa, chính hắn cũng nhận ra điều này. Hắn có thể dùng tay không ép vỡ sọ nạn nhân, vặn cổ nạn nhân, đấm bay đầu nạn nhân, đánh sập một cánh cửa sắt, bẻ một cái giường gỗ. Jason còn có khả năng chịu đựng rất giỏi, không hề biết đau đớn. Hắn không hề hấn gì trước những tình huống như bị bắn, bị đâm chém, đánh đập, điện giật, nhấn nước, lửa thiêu... Trong phần 9 (Jason Goes to Hell: The Final Friday), mặc dù bị lực lượng cảnh sát bắn nổ tan xác nhưng hồn Jason vẫn nhập vào người khác để tiếp tục việc giết chóc.
Jason Voorhees có khả năng sử dụng tất cả các loại vũ khí ở nhiều hiện trường khác nhau, ngay cả những thứ lớn nhất như là máy khoan tuyết đến thứ nhỏ nhất như là tuốc nơ vít. Không có nhân vật nào nổi bật hơn Jason Voorhees vì hắn đã từng chết nhiều lần, tới địa ngục rồi trở lại, giết người trên không gian, số lượng người hắn giết nhiều đến 156 người, hơn hẳn các nhân vật kinh dị khác như Leatherface hay Freddy Krueger... cho nên hắn được khán giả đặt biệt danh là cỗ máy không ngừng giết người. Hắn không phải là nhân vật duy nhất dễ gây ám ảnh cho khán giả mà còn một nhân vật nữa là Freddy Krueger.
Freddy nổi tiếng là kẻ giết người trong mộng của loạt phim kinh dị A Nightmare on Elm Street, ai cũng khiếp sợ hắn cũng như những ngón tay sắt nhọn của hắn. Freddy và Jason xứng đáng là đối thủ của nhau, chính vì thế vào năm 2003, hãng phim New Line Cinema đã thực hiện bộ phim kinh dị Freddy vs. Jason, bộ phim này cho cả hai nhân vật đối đầu với nhau. Freddy vs. Jason là bộ phim thứ 8 trong loạt phim A Nightmare on Elm Street mà cũng là bộ phim thứ 11 của loạt phim Friday the 13th. Những người khán giả nào tinh mắt sẽ thấy rằng mỗi một phần phim Friday the 13th Jason Voorhees sẽ đeo một chiếc mặt nạ khác nhau, về kiểu thì giống nhau nhưng tính chất khác nhau như là có cái mới tinh (trong phần 3), cái bị trầy xước (trong phim Freddy vs. Jason), cái bị vỡ một khúc (trong phần 7)...

## Những bộ phim
| STT | Tựa phim                                         | Năm phát hành | Ghi chú |
| --- | ------------------------------------------------ | ------------- | --- |
| 1   | Friday the 13th                                  | 1980          | Trong bộ phim này kẻ giết người không phải Jason mà là mẹ hắn                                                        |
| 2   | Friday the 13th Part 2                           | 1981          | |
| 3   | Friday the 13th Part III                         | 1982          | |
| 4   | Friday the 13th: The Final Chapter               | 1984          | |
| 5   | Friday the 13th: A New Beginning                 | 1985          | |
| 6   | Friday the 13th Part VI: Jason Lives             | 1986          | |
| 7   | Friday the 13th Part VII: The New Blood          | 1988          | |
| 8   | Friday the 13th Part VIII: Jason Takes Manhattan | 1989          | |
| 9   | Jason Goes to Hell: The Final Friday             | 1993          | |
| 10  | Jason X                                          | 2001          | Trong bộ phim này Jason sẽ giết người trên không gian.                                                               |
| 11  | Freddy vs. Jason                                 | 2003          | Trong bộ phim này Jason sẽ đối đầu với Freddy Krueger, nhân vật phản diện trong loạt phim A Nightmare on Elm Street. |
| 12  | Friday the 13th                                  | 2009          | Phim làm lại |

## Cái chết
| STT | Tựa phim                                         | Nguyên nhân chết                                                                                        | Ghi chú |
| --- | ------------------------------------------------ | --- | --- |
| 1   | Friday the 13th                                  | Bị chết đuối dưới hồ Crystal khi mới 11 tuổi                                                            | Trong phim này kẻ giết người không phải Jason mà là mẹ hắn, bà Pamela Voorhees.                                                        |
| 2   | Friday the 13th Part 2                           | Bị Ginny Field chém vào vai bằng dao rựa                                                                | Bắt đầu từ phần này, Jason sẽ trở thành kẻ sát nhân thực thụ và đi giết người để trả thù cho mẹ hắn. Trong phần này hắn vẫn chưa chết. |
| 3   | Friday the 13th Part III                         | Bị Chris Higgins dùng cây rìu phang vào đầu                                                             | Hồi sinh lại ở phần 4 |
| 4   | Friday the 13th: The Final Chapter               | Bị Tommy Jarvis cầm dao rựa phang vào mặt, sau đó bị Tommy chém liên tục vào người                      | Jason đã chết thật sự trong phần phim này                                                                                              |
| 5   | Friday the 13th: A New Beginning                 | Bị Tommy chặt lìa bàn tay và ngã xuống chông                                                            | Tuy nhiên cuối phim tiết lộ tên sát nhân không phải Jason Voorhees, mà là nhân vật Roy Burns giả mạo                                   |
| 6   | Friday the 13th Part VI: Jason Lives             | Bị Tommy dìm xuống hồ, thiêu cháy bởi xăng và bị chân vịt thuyền cứa đứt lìa cổ .                       | Tiếp tục hồi sinh ở phần tiếp theo |
| 7   | Friday the 13th Part VII: The New Blood          | Bị một xác sống dìm xuống hồ                                                                            | Hồi sinh ở phần 8 |
| 8   | Friday the 13th Part VIII: Jason Takes Manhattan | Bị chết đuối bởi hồ nước độc do bị ám ảnh bởi cái chết lúc nhỏ                                          | |
| 9   | Jason Goes to Hell: The Final Friday             | Bị cảnh sát bắn tan xác và hồi sinh sau đó khi nhập vào người khác                                      | Cuối phim Jason bị những cánh tay ác quỷ kéo xuống địa ngục, mặt nạ của hắn cũng bị bàn tay của Freddy Krueger kéo xuống đất           |
| 10  | Jason X                                          | Bị Kay-Em 14 hành không thương tiếc, sau đó hồi sinh thành người máy và chết tan thành bụi ngoài vũ trụ | |
| 11  | Freddy vs. Jason                                 | Đánh nhau với Freddy và bị đâm sau đó nổ bay xác xuống hồ                                               | Vào cảnh cuối phim Jason đi từ dưới nước lên bờ, trên tay cầm đầu Freddy và hắn cũng chưa chết                                         |
| 12  | Friday the 13th                                  | Não bị xay nát bởi máy xay lúa                                                                          | Vào cảnh cuối phim Jason chồm lên khỏi mặt nước                                                                                        |